# Јесен самураја
Јесен самураја је српски филм из 2016. године. Филм је режирао Данило Бећковић а сценарио је написао Димитрије Војнов.
Претпремијера филма била је у Бечеју, 2. октобра, а премијера је била у Београду 3. октобра 2016. године.

## Радња
Филм Јесен самураја је романтична комедија са елементима спортског филма. Главни јунак, Владица (Петар Стругар) је професионални каратиста, шармантни бонвиван који је некада био велики таленат, али није направио велику каријеру због превелике склоности ка проводу и ноћном животу. По окончању каријере враћа се у родни град и заљубљује се у Снежану (Христина Поповић) и везује за њу и њеног малог сина Вукашина. Владица жели да се брине о њима, али схвата да не уме да ради ништа осим каратеа. Његова потрага за послом који би му омогућио да брине о породици коју је управо почео да ствара, доводи га у низ урнебесних комичних ситуација.

## Улоге
| Глумац               | Улога             |
| -------------------- | ----------------- |
| Петар Стругар        | Владица Симоновић |
| Христина Поповић     | Снежана           |
| Никола Којо          | Милоје Симоновић  |
| Сергеј Трифуновић    | Инспектор Станоје |
| Андрија Милошевић    | Јанко             |
| Владо Јовановски     | Скендер           |
| Петар Новићевић      | Вукашин           |
| Миодраг Крстовић     | Делегат           |
| Катарина Жутић       | Рада              |
| Весна Тривалић       | Владичина мајка   |
| Тихомир Станић       | Владичин очух     |
| Славиша Чуровић      | Полицајац Радоје  |
| Милан Јовановић      | Полицајац Видоје  |
| Аца Лукас            | лично             |
| Живорад Жика Николић | водитељ такмичења |
| Јована Гузијан       | девојка у казину  |

## Награде
- Врњачка Бања: Трећа награда за сценарио